# NGC 1050
NGC 1050 is een balkspiraalstelsel in het sterrenbeeld Perseus. Het hemelobject werd op 17 september 1865 ontdekt door de Duits-Deense astronoom Heinrich Louis d'Arrest.

## Synoniemen
- PGC 10257
- UGC 2178
- IRAS02395+3433
- MCG 6-6-78
- KUG 0239+345
- ZWG 523.92
- KARA 116
- ZWG 524.1